# Фонотека
Фонотека или фоноархив је збирка звучних записа, записаних на различитим облицима носача звука. Фонотеке могу бити део радијских и телевизијских станица, музиколошких института, музеја, издавачких кућа,...
У Србији се издвајају фонотеке Музиколошког института Српске академије наука и Радио Београда.
У фонотеке Музиколошког института се чувају сакупљани аудио снимци традиционалне народне и црквене музике, али и видео записи музичке и играчке традиције. Снимци су највише са територије данашње Србије, али има и снимака из других држава бивше Југославије.
Фонотека Радио Београда, по подацима из 2014. године, садржи близу 60.000 сати тонских снимака на близу 150.000 трака, дискова, плоча,...